# Deputation (Hamburg)

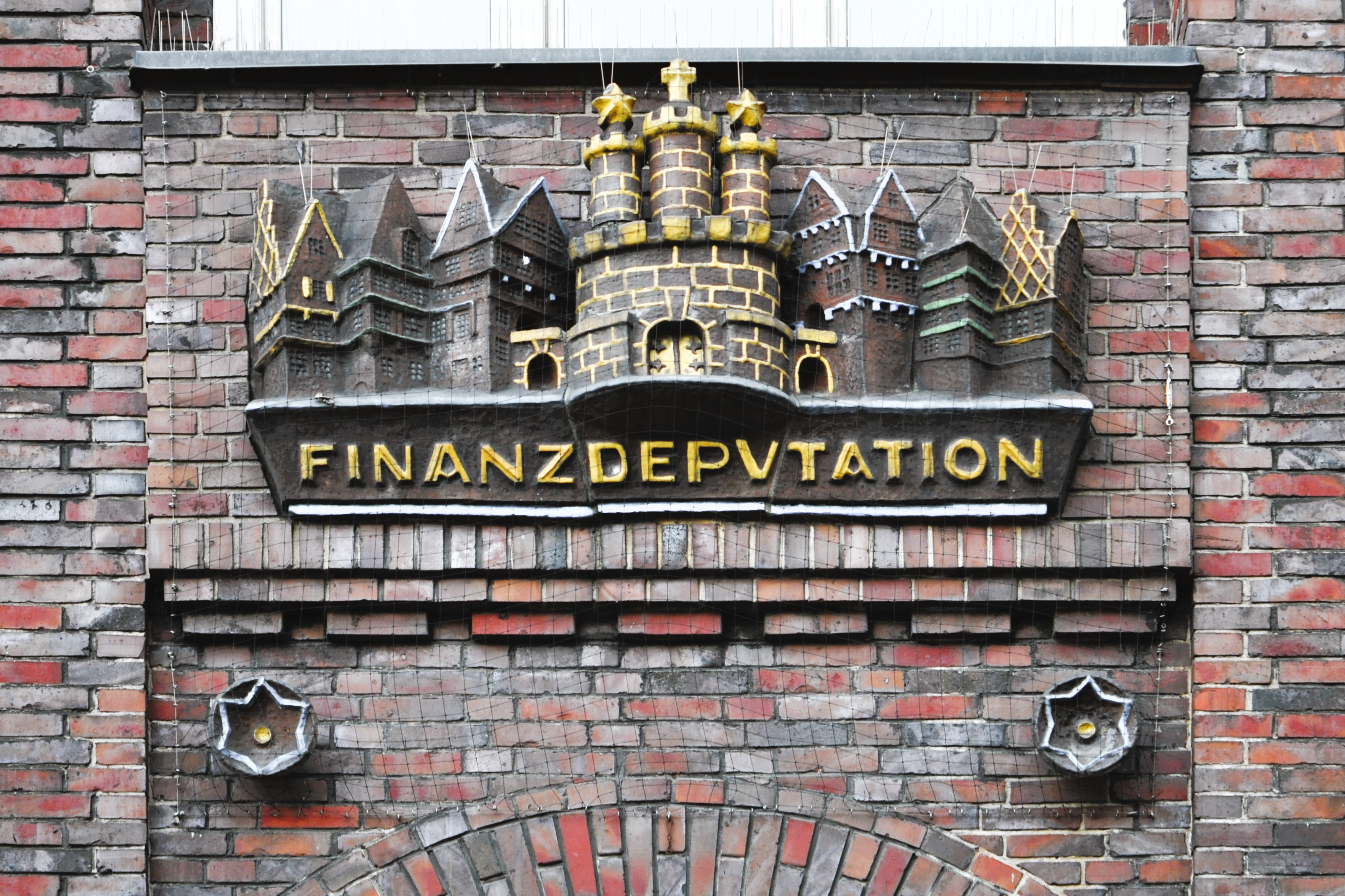
Bauschmuck über dem Eingang der Finanzbehörde am Gänsemarkt: Der Name „Finanzdeputation“ stand früher sowohl für die Behörde als auch für ihr kollegiales Leitungsgremium.

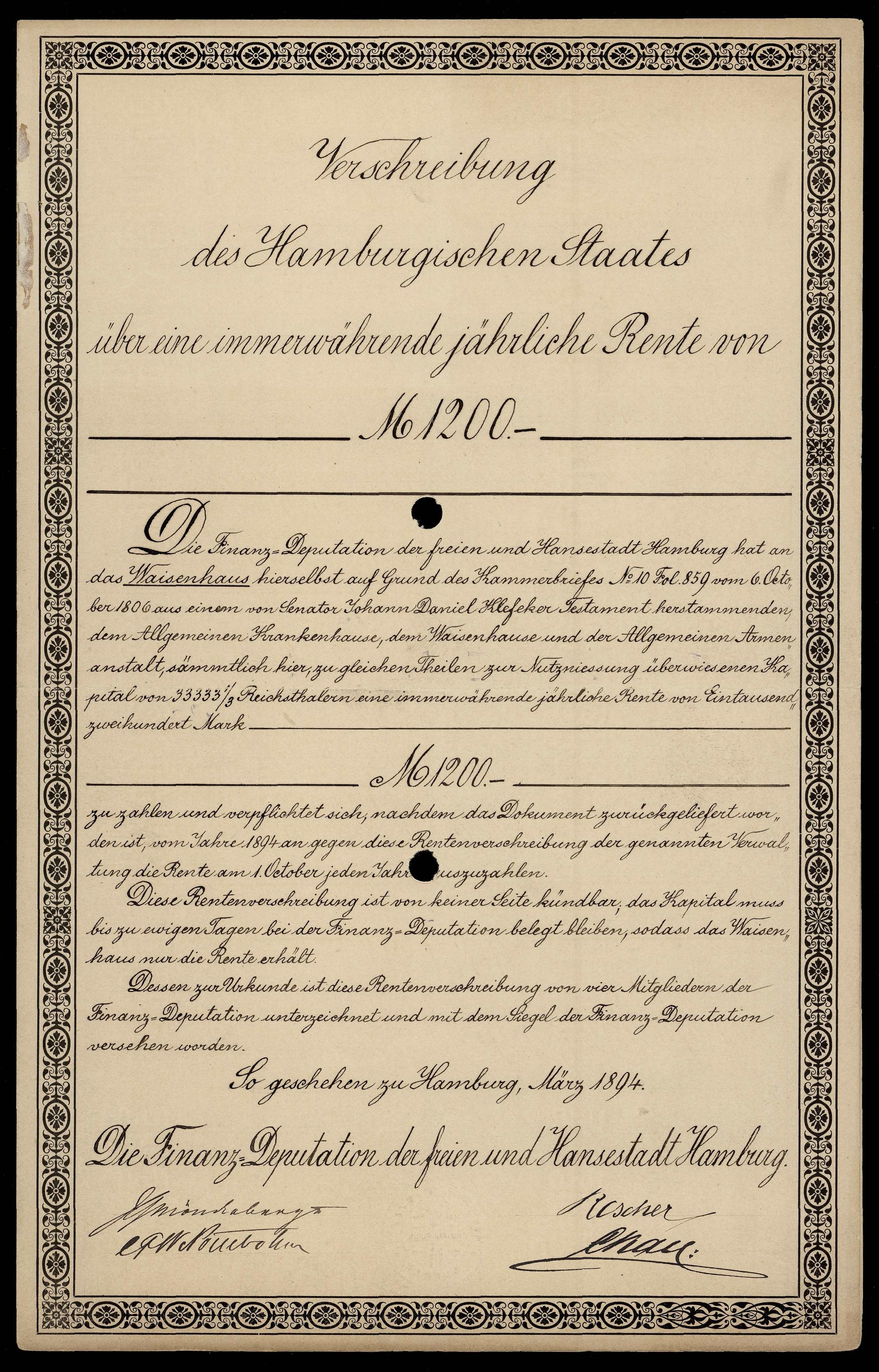
Rentenverschreibung des Hamburgischen Staats vom März 1894, in der bestimmt wird, dass die Finanz-Deputation der freien und Hansestadt Hamburg jährlich eine immerwährende Rente von 1200 Mark an das Waisenhaus zu zahlen hat.

Deputationen waren mit Bürgerinnen und Bürgern besetzte Verwaltungsausschüsse zur Mitwirkung und Kontrolle in den Fachbehörden – wobei die Fachbehörden den Landesministerien in den Flächenstaaten entsprechen.
Die Deputierten waren ehrenamtlich tätig und wurden gemessen am Kräfteverhältnis von den in der Hamburgischen Bürgerschaft vertretenden Parteien vorgeschlagen und für die Dauer der Wahlperiode gewählt. Sie erhielten eine Aufwandsentschädigung nach dem Hamburgischen Entschädigungsleistungsgesetz (EntschädLG).
Wählbar zum Deputierten war jeder Bürger Hamburgs, unabhängig von der Mitgliedschaft in einer Partei, der auch wahlberechtigt für die Bezirksversammlung ist, sofern er nicht selbst als Staatsbediensteter in derselben Behörde beschäftigt ist.
Die Deputationen bestanden aus jeweils 15 Deputierten und dem Präses sprich dem Senator (vertretungsweise seinem Staatsrat) der jeweiligen Fachbehörde und werden von diesem als Vorsitzendem einberufen und geleitet.
Die Aufgaben der Deputation bestanden aus der Mitwirkung bei der Aufstellung und Durchführung des Haushaltsplans der Fachbehörde, Teilnahme an grundsätzlichen Entscheidungen und Änderungen in der Fachbehörde, bei Einstellung und Beförderung von Beamten und Angestellten (mit wenigen Einschränkungen z. B. beim Verfassungsschutz und bei der Ernennung von Berufsrichtern). Sie befasste sich mit Beschwerden und Änderungsvorschlägen und hatten das Recht zur Akteneinsicht. Sie waren nicht an Weisungen gebunden.
Die Entscheidungen der Deputation wurden mit Stimmenmehrheit gefällt. Bei Stimmengleichheit war die Stimme des Präses der Behörde ausschlaggebend. Gegen die Beschlüsse der Deputation konnte der Präses Einspruch beim Senat erheben, sofern Gesetze verletzt werden und das Staatswohl dadurch gefährdet schienen.
Im Juni 2020 beschloss die Mehrheit der Bürgerschaft aus SPD und Grüne mit einer Zweidrittelmehrheit die Änderung der Hamburgischen Verfassung und weiterer Gesetze und damit die Deputationen abzuschaffen. Seit dem 7. November 2020 sind die Deputationen aufgelöst.

## Geschichte
Die Vorläufer der Deputationen sind bereits im späten Mittelalter nachweisbar. Bürger überwachten die Tätigkeiten der Ratsherren, die aus Sorge vor Amtsmissbrauch und Fehlentscheidungen niemals alleine zuständig sein sollten. Die Art, Zusammensetzung und Bezeichnung wechselte im Lauf der Jahrhunderte. Auch wurde der Begriff Deputation manchmal für eine Behörde oder ein Amt als Ganzes verwendet.
Seit 1971 dürfen Bürgerschaftsabgeordnete nicht mehr zugleich Deputierte sein.
Im Juni 2020 beschloss die Mehrheit der Bürgerschaft aus SPD und Grüne (Koalitionsfraktionen) mit einer Zweidrittelmehrheit die Änderung der Hamburgischen Verfassung (Art. 56) und andere Gesetze (u. a. Gesetz über Verwaltungsbehörden vom 30. Juli 1952) und damit die Deputationen abzuschaffen. Die Koalitionsfraktionen begründeten die Abschaffung u. a. wie folgt:
„(..) Die (...) Deputationen erscheinen in ihrer Stellung, ihren Aufgaben und ihrer Arbeitsweise nicht mehr zeitgemäß. Die früher in sie gesetzten Erwartungen haben sich jedenfalls in  den  letzten  Jahren  nicht  mehr  erfüllt.  Weder  stellen  sie  die  'eigentliche  Kraftquelle  der  hamburgischen  Verwaltung'  (Oskar  Mulert,  Die  Neuordnung  der  kommunalen  Verwaltung  der  Hansestadt  Hamburg,  1948,  Seiten  124,  125)  dar,  noch  wirken  sie  sich als 'Gegengewicht und Stimulationsfaktor für die bürokratische Verwaltung durch Berufspersonal' aus (Ipsen, Hamburgisches Staats- und Verwaltungsrecht, 5. Auflage 1975,  Seite  20  unter  Hinweis  auf  Kreutzer,  DÖV  1954,  426).  Sie  verfügen  in  der    Gesamtschau  über  geringe  Kompetenzen  und  Einwirkungsmöglichkeiten  und  haben  sich  in  der  Praxis  als  überwiegend  wenig  wirksam  erwiesen.  Daher  weisen  sie  kein  angemessenes  Kosten-Nutzen-Verhältnis  auf. Die  in  nicht  öffentlichen  Sitzungen tagenden Deputationen erscheinen gegenüber der Öffentlichkeit als intransparent. So kann der Verfassungsauftrag des Artikels 56 HV, das Volk an der Verwaltung mitwirken  zu  lassen,  nur  unzureichend  von  den  Deputationen  erfüllt  werden  (Bernzen,  Die  Deputationen, 1980, Seite 23). Trotz ihrer jahrhundertealten Tradition dürften sie großen Teilen der Bevölkerung unbekannt sein.“
„Die  Teilnahme  der  Deputationen  an  den  Entscheidungen  über  Vorschläge,  die  von  den  Behörden  für  die  Ernennung  und  Beförderung  von  Beamten  einschließlich  der  Staatsanwältinnen und Staatsanwälte ab der Besoldungsgruppe A 13 und der Besoldungsgruppe R 1 aufwärts sowie für die Einstellung und Höhergruppierung von Angestellten ab der Entgeltgruppe 13 aufwärts und außertarifliche Verträge vergleichbarer Wertigkeit gemacht werden, hat in der Vergangenheit mit dazu beigetragen, dass die Dauer der Einstellungsverfahren im Vergleich zu denen der Privatwirtschaft nicht mehr wettbewerbsfähig  waren.  Dies wirkt sich im Zuge des Fachkräftemangels bereits negativ aus.“
„Darüber hinaus sind die Mitwirkungs- und Kontrollrechte der Bürgerinnen und Bürger an der Verwaltung in anderen Bereichen – Bürgerbegehren und Bürgerentscheide auf bezirklicher Ebene nach dem Bezirksverwaltungsgesetz,  Auskunfts- und Veröffentlichungspflichten nach dem Hamburgischen Transparenzgesetz – in den vergangenen Jahren erheblich gestärkt worden, sodass der Mehrwert der Deputationen im Zusammenspiel mit den Kontrollbefugnissen der Bürgerschaft in der Gesamtschau insgesamt nicht mehr überzeugt.“
„Durch die Abschaffung der Deputationen werden in den Fachbehörden zudem Stellenanteile von Beschäftigten, die bislang für die Geschäftsstellen der Deputationen tätig waren, für andere Aufgaben frei. Auch entfällt ein nicht unerheblicher personeller Aufwand, der mit der Erstellung der Sitzungsvorlagen und -protokolle sowie der Sitzungsteilnahmen von Beschäftigten der jeweiligen Fachbehörde verbunden war.“
Die Oppositionsfraktionen von CDU, Linke und AfD setzten sich dagegen für die Beibehaltung ein. Die Deputationen seien vor allem bei Personalfragen eine wesentliche Kontrollinstanz, um „Parteienfilz“ sowie Berufungen und Beförderungen nach Parteibuch in den Behörden vorzubeugen.
Auch in der Freien Hansestadt Bremen gab und gibt es ähnliche Deputationen, siehe Deputation (Bremen).

## Widerspruchsausschüsse
Eine ähnlich alte Tradition der Bürgerbeteiligung haben die Widerspruchsausschüsse. Sie sind in jeder Behörde eingerichtet und bestehen aus zwei Bürgern, die ähnlich wie die Deputierten bestellt werden, sowie dem Leiter des Rechtsamtes der jeweiligen Behörde als Vorsitzenden. Als eine Vorstufe des Verwaltungsrechts können hier die Bürger gegen Entscheidungen der Behörden Widerspruch einlegen. Beschlüsse können durch den jeweiligen Präses der Behörde aufgehoben werden.

## Parlamentsdokumente aus den Ausschussberatungen
- Protokoll 22/2 Verfassungs-und Bezirksausschuss der Bürgerschaft: Beratung der Anträge Drs. 22/505 Für ein moderneres Verständnis von Bürgerbeteiligung an Entscheidungen der Exekutive –Weiterentwicklung von Art. 56 HV und Drs. 22/637 Rückschritt der Demokratie verhindern –Mitwirkungs-und Kontrollfunktionen der Deputationen sichern! (S. 4 - 8)
- Drs. 22/1479 Bericht des Verfassungs- und Bezirksausschusses über die Drucksachen 22/505 Für ein moderneres Verständnis von Bürgerbeteiligung an Ent-scheidungen der Exekutive – Weiterentwicklung von Artikel 56 HV (Antrag SPD und GRÜNE) und 22/637 Rückschritt der Demokratie verhindern – Mitwirkungs- und Kon-trollfunktionen der Deputationen sichern! (Antrag CDU)
- Parlamentarischer Ablauf (Übersicht über die Dokumente und Abstimmungen)